# James Angulo
James Angulo (* 20. Januar 1974 in Tumaco, Nariño) ist ein ehemaliger kolumbianischer Fußballspieler, der bei Vereinen in Kolumbien, Peru, Japan und Ecuador spielte.

## Karriere
Angulo begann seine professionelle Karriere bei América de Cali in der Categoría Primera A, Kolumbiens höchster Spielklasse. Nach verschiedenen Stationen in Kolumbien und einem Meistertitel mit América ging Angulo zu den Sport Boys nach Peru. Nach kurzer Zeit wechselte er nach Japan zu Shonan Bellmare. Dort blieb er zwei Jahre, bevor er nach Peru zurückkehrte. Er spielte für Alianza Lima und Juan Aurich, bevor er seine Karriere in Ecuador ausklingen ließ.
Angulo nahm an der Junioren-Fußballweltmeisterschaft 1993 in Australien teil. Kolumbien schied in der Gruppenphase mit nur einem Sieg aus drei Spielen aus.

## Erfolge
América de Cali
- Kolumbianischer Meister: 1996/97

Alianza Lima
- Torneo Descentralizado: 2001

Centauros Villavicencio
- Meister der Categoría B: 2002